# Gatopardo (revista)
Gatopardo es una revista mexicana de periodismo narrativo, cultural, opinión y estilo de vida que inició como una revista de crónicas y reportajes con la fuerte convicción de que hay cronistas en el continente con grandes habilidades de investigación y escritura, capaces de retratar los distintos matices de la región. 
A partir del número 70 (julio de 2006) Gatopardo cambió su domicilio de Bogotá, Colombia, a la Ciudad de México, cuando fue adquirida por la editorial mexicana Travesías Media. A partir de 2020 pertenece a Acacia Capital.
En la revista han colaborado renombrados periodistas y escritores como Leila Guerriero, Carlos Fuentes, Alma Guillermoprieto, Carlos Monsiváis, Lydia Cacho, Rossana Fuentes Berain y Juan Villoro, entre otros.

## Historia

### Orígenes
Fundada en abril de 1999 en Bogotá, Colombia, por los periodistas Miguel Silva y Rafael Molano, Gatopardo nació como una novedosa propuesta para hacer, por primera vez en América Latina, una revista de alto impacto con reportajes y crónicas periodísticas que explicaran las paradojas y contradicciones de la región como la desigualdad, la corrupción y los movimientos sociales, los eventos culturales y la farándula. El nombre de la revista está inspirado en el título de la novela El gatopardo, de Giuseppe Tomasi di Lampedusa. Como publicación, Gatopardo también busca confrontar el «gatopardismo», paradoja planteada en dicha novela, que se refiere a “cambiar para que todo siga igual”. 
Desde sus inicios, Gatopardo tuvo como objetivo desafiar las publicaciones culturales monotemáticas y especializadas que proliferaron a partir de la década de los ochenta y, en cambio, apostar por la defensa del reportaje moderno, la crónica y cualquier texto periodístico narrativo que explorara más allá de lo meramente informativo.
Para dar inicio a la creación de textos e imágenes, los fundadores reunieron a un distinguido grupo de colaboradores en el que figuraban nombres como los escritores Antonio Tabucchi y Juan Villoro, el reconocido fotógrafo Sebastião Salgado y el periodista Tomás Eloy Martínez. El primer número impreso de Gatopardo fue publicado exactamente un año después de su fundación, en abril del 2000, y editado por Grupo de Publicaciones Latinoamericanas. 
En el primer editorial, el fundador Rafael Molano expresó que era innegable que la inspiración de este proyecto fue un grupo de revistas estadounidenses denominado como The Smart Magazines (“las revistas inteligentes”): Vanity Fair, The New Yorker, Esquire y Life. Sin embargo, Gatopardo se diferenciaba por el rango de temáticas y los ángulos en que éstas eran abordadas, ya que primordialmente miraban hacia Latinoamérica: “Es una revista mensual de historias bien contadas sobre la gente del poder, del arte, de la actualidad, donde se concentran las más apasionantes crónicas de personajes anónimos, de famosos y donde se revelan los secretos de la cotidianidad”.
Desde un principio, Gatopardo tuvo el compromiso de ofrecer textos de óptima calidad a toda América Latina y a los lectores de habla hispana de Estados Unidos. Mes a mes, la redacción contactaba a los mejores escritores y periodistas del mundo para que hablaran de temas diversos y de interés, desde la política hasta el arte, la moda y la guerrilla, el cine y los deportes. En sus primeros años, nombrados como “la época colombiana”, en las páginas de Gatopardo se encontraban grandes plumas como la de Ernesto Sábato, Carlos Fuentes, Carlos Monsiváis, Martín Caparrós y Alma Guillermoprieto. En este periodo también se buscó que Gatopardo tuviera células por toda la región y se publicaban textos provenientes de Argentina, México, Colombia y Cuba. 
Entonces, Gatopardo se imprimía en el formato más común de las revistas, es decir, en papel estucado y formato A4; su tiraje era mensual; para sus portadas se utilizaban mayoritariamente fotografías de stock. Éstas tenían personajes tanto mediáticos como antagónicos: el subcomandante  Marcos (ahora Subcomandante Galeano) y Tom Cruise o Fidel Castro o Jennifer Aniston pero también Homero Simpson.

### Transición a México
En 2006 Gatopardo fue vendida a Travesías Media (entonces llamada Editorial Mapas). La redacción se mudó a la Ciudad de México y el periodista, escritor y fundador de Editorial Mapas, Guillermo Osorno, ocupó el puesto de director editorial. Leila Guerriero, periodista y escritora argentina, asumió el cargo de editora para América Latina. La coordinación alojó en distintos momentos a los periodistas Galia García Palafox, Felipe Restrepo Pombo, Diego Graglia, Salvador Fraustro, Ricardo Garza Lau y Tamara de Anda. En esta época, las portadas de Gatopardo se inclinaron hacia los personajes nacionales como Natalia Lafourcade, Los Ángeles Azules, Saúl Hernández, Cecilia Suárez, Ximena Navarrete y Jaime López. Esto dio mayor éxito comercial a la publicación. También incluyeron algunas portadas animadas con personajes como Homero Simpson. 
En los años venideros, la revista atrajo la atención mediática y la de los lectores con publicaciones como la portada de Toño Zúñiga, protagonista del largometraje documental del 2008, Presunto Culpable; y con la publicación de los reportajes “Retrato radical”, sobre el líder zapatista, el subcomandante Marcos (ahora Galeano), realizado en 2007 por la periodista mexicana Laura Castellanos; “El llamado sandinista”, sobre el viaje que en 1978 hizo Alma Guillermoprieto a Managua para encontrarse con la guerrilla sandinista, y “El rastro en los huesos” de Leila Guerriero, sobre la búsqueda de restos de las víctimas de la dictadura en Argentina desde 1976, por el cual la periodista ganó el galardón más importante de Iberoamérica, Premio Nuevo Periodismo CEMEX+FNPI en la categoría de texto. En estos años, la versión impresa de Gatopardo llegó a ser distribuida en Costa Rica, Argentina, México, Colombia, Venezuela, Uruguay, Perú, Chile, Ecuador, Estados Unidos y Panamá.

### 2014
A partir de 2014, el cargo de editor en jefe fue ocupado por el periodista colombiano Felipe Restrepo Pombo, con los periodistas Guillermo Sánchez Cervantes al frente de la coordinación editorial, Marcela Vargas y después Alejandra González Romo en la versión digital. Guerriero continuó al frente de las historias de América Latina. En esta época, Gatopardo transformó su versión impresa en un producto de colección. El papel estucado cambió por el papel bond y el formato A4 se sustituyó por un diseño similar al de las revistas literarias como la Revista de la Universidad de México. Con estas medidas, Gatopardo apostó por el papel ante la supuesta extinción de las revistas impresas con la llegada de las versiones digitales y la lectura en dispositivos móviles. 
También se tomó la iniciativa de producir contenido fotográfico propio para las portadas, las cuales continuaron siendo ocupadas por un solo personaje, entre los que predominaron los nombres masculinos como Jorge Ramos, Vicentico, León Jáuregui, Carlos Slim y Miguel Bosé. Debido a esta preponderancia masculina, la cual también se veía reflejada en los anuncios y el contenido de la revista, Gatopardo fue duramente criticada y se creó cierta concepción de que era una revista dirigida a un público masculino. Sin embargo, la revista no compartía esta posición, por lo que comenzó a incorporar portadas con personaje femeninos, de las cuales devinieron grandes éxitos como el número con la periodista mexicana Carmen Aristegui, cuya publicación coincidió con su mediática salida del medio MVS Noticias. Ésta se convirtió en la edición más vendida de Gatopardo; en la actualidad es casi imposible conseguir un ejemplar. Las portadas con mujeres también contaron con la presencia de Maribel Verdú, Lydia Cacho, Graciela Iturbide y Rossy de Palma.
En 2014 Diego Enrique Osorno ganó el Premio Nacional de Periodismo por el perfil del escritor Juan Villoro publicado en Gatopardo. La revista continuó atrayendo la atención pública con reportajes como “El otro Montaje” de la periodista belga Emmanuelle Steels, sobre el caso de Florence Cassez, y la publicación de “Cuevas vs. Cuevas: el maestro del autorretrato” de Guillermo Sánchez Cervantes, texto que convirtió a Gatopardo en el medio que publicó la última entrevista que el pintor José Luis Cuevas dio en vida antes de fallecer en 2017.
En estos años, con la publicación de un documental y un libro, realizados por la periodista y dramaturga Sabina Bernan sobre el polémico caso de la cantante mexicana Gloria Trevi, Gatopardo se encontró en medio de la controversia debido a las tres demandas que Trevi interpuso en contra de Berman, todo a raíz de un artículo publicado originalmente en Gatopardo en el año 2009.
En 2019, Gatopardo ganó el Premio Nacional de Periodismo en la modalidad de reportaje por “Los jornaleros forenses: Crónica de un nuevo oficio en un país de fosas” de las periodistas Paula Mónaco Felipe y Wendy Selene Pérez.

### De Travesías Media a Acacia Capital
Con la irrupción de la pandemia de Covid-19 y la implementación de un confinamiento a nivel mundial que provocó la parálisis de la producción económica, Travesía Media finalmente vendió la revista al empresario y filántropo mexicano Alejandro Legorreta. En abril de 2020 Gatopardo pasó a ser propiedad de la firma de inversiones Acacia Capital. Leila Guerriero continuó al frente como editora para América Latina, junto con los coeditores Alejandra González Romo, Guillermo Sánchez Cervantes y Sandra Barba García, y Joaquín León Aguilar como coordinador creativo. 
En marzo de 2020, por primera vez en su historia, Gatopardo detuvo la impresión de su versión en papel debido a la emergencia sanitaria provocada por el coronavirus. En los siguientes meses, el portal web de la revista, que se fundó en 2000, comenzó a ser impulsado como medio de difusión para las publicaciones de Gatopardo, al tiempo que se gestaba una nueva era para la revista, la cual se enfocaría en el periodismo de investigación y fotoperiodismo social.
Durante la pandemia, Gatopardo realizó una cobertura exhaustiva de los distintos escenarios de la crisis sanitaria: en el Instituto Nacional de Ciencias Médicas y Nutrición "Salvador Zubirán" de la Ciudad de México se realizaron reportajes sobre cada individuo que conformaba la cruzada contra el coronavirus, desde el personal de limpieza, camilleros y enfermeros hasta médicos, laboratoristas y radiólogos. También se publicaron textos de alto impacto como el reportaje de Nadia Sanders, “Pandemia en alta mar. Ochenta días en un crucero”, “Detrás del represor de Rodolfo Walsh”, de Tali Goldman, y “La fantasía oscura y sentimental, un perfil de Mariana Enriquez”, de Pablo Plotkin.
A través de dichas labores periodísticas, la revista, una vez más, reafirmaba su inclinación por la creación y difusión de textos extensos de alta calidad. 
En octubre de 2020 este medio consolidándose como una plataforma de periodismo regresó a la imprenta para publicar su número 211. Ésta fue la edición de transición a la nueva era de la revista. Con ella se despidió del formato que hasta entonces había conservado.
A partir del número 212, Gatopardo presentó su nuevo formato que conserva las características de una revista de colección, pero las portadas se reconcibieron abriendo las puertas al fotoperiodismo y dejando atrás al personaje de la tapa; la revista sale de manera bimestral y cada número tiene un eje monotemático. En la actualidad, para la revista colaboran autores de México y toda la región Latinoamericana. 
En 2020 Gatopardo lanzó su primer concurso de fotografía, Historias de un mundo distinto, con el que buscó promover el nuevo enfoque de la revista. En la actualidad, cuenta con un sólido sitio web de gran alcance en Colombia, México, Estados Unidos, Argentina y España.
En abril de 2021 Gatopardo fue anunciada como la ganadora del segundo lugar del Premio Alemán de Periodismo Walter Reuters en su decimocuarta edición, celebrada bajo el tema “Desigualdad, Violencia y Pobreza en Tiempos de Coronavirus”, por el reportaje “Carta desde Texas: repatriar un cuerpo en tiempos de Covid-19” de Wendy Selene Pérez, publicado en 2020. 
La revista también lanzó Academia Gatopardo, un espacio permanente para incitar al pensamiento y práctica cultural y periodista a través de contenido multimedia y actividades para sus lectores, así como el primer podcast, Semanario Gatopardo, conducido por la periodista y analista Fernanda Caso, en el que se pretende crear un espacio para comprender en conjunto las noticias y sucesos que mueven a la sociedad latinoamericana.

## Renovación editorial
A partir del número 212, Gatopardo presentó su nuevo formato que conserva las características de una revista de colección, pero las portadas se reconcibieron abriendo las puertas al fotoperiodismo y dejando atrás al personaje de la tapa; la revista sale de manera bimestral y cada número tiene un eje monotemático. En la actualidad, para la revista colaboran autores de México y toda la región Latinoamericana.

## Premios y reconocimientos
2023 - Premio al mejor artículo sobre “Vida en la frontera” (The San Diego Union-Tribune y el Centre for U.S.-Mexican Studies de la Universidad de California en San Diego)
2022 - Premio Internacional Rey de España en Periodismo Cultural
2021 - Premio Alemán de Periodismo Walter Reuter / Segundo lugar
2020 - Premio Nacional de Periodismo en la categoría Entrevista
2019 - Premio Nacional de Periodismo en Modalidad Crónica / Periodismo Narrativo
2016 - Mejor revista de interés general (Cámara Nacional de la Industria Editorial Mexicana)
2015 - Mejor revista de interés general (Cámara Nacional de la Industria Editorial Mexicana)
2014 – Mejor revista de interés general (Cámara Nacional de la Industria Editorial Mexicana)
2014 – Premio Nacional de Periodismo en Modalidad Entrevista
2013 – Premio de Periodismo Walter Reuter
2013 – Premio Gabriel García Márquez de Periodismo Narrativo en Modalidad Crónica
2013 – Mejor revista de interés general (Cámara Nacional de la Industria Editorial Mexicana)
2010 – Premio Nuevo Periodismo CEMEX+FNPI en la Categoría de Texto
2007 – Premio Fundación Nuevo Periodismo Iberoamericano
2003 – Premio Simón Bolívar de Periodismo
2001 – Beacon Best – Beacon Press 2001 – Premio Simón Bolívar de Periodismo